# شارع الكويت (البصرة)
شارع الكويت هو شارع تجاري صغير في مقاطعة مقام علي في المنطقة التجارية الرئيسية، في منطقة العشار بمدينة البصرة، بين نهر العشار شرقاً ونهر الخندق غرباً، أُضيف اسمُه إلى الكويت لأن بعض البضائع التي كانت تباع فيه كانت مهربة من الكويت، وكان سبب تهريبها كثرة كثرة القيود الكمركية العراقية، وحتى سنة 2017 كان الشارع يشتمل على فنادق ومطاعم، كان عددها 21، ومحلات أجهزة كهربائية عددها 225.

## موقع الأبلة التاريخي
استنتج المهندس محمد طارق الكاتب في كتابه (شط العرب وشط البصرة) أن منطقة الأبلة تقع شمال نهر العشار عند تفرعه من شط العرب في موضع قريب من شارع الكويت الحالي.